# Poveste de Crăciun 2
Poveste de Crăciun 2 (titlu original: A Christmas Story 2 ) este un film de Crăciun american din 2012 regizat de Brian Levant. În rolurile principale joacă actorii Braeden Lemasters, Daniel Stern și Stacey Travis. Este continuarea direct-pe-DVD a filmului Poveste de Crăciun din 1983.

## Prezentare
Povestea filmului are loc în 1946, la șase ani după evenimentele din primul film care au avut loc în 1940, și-l prezintă pe Ralphie ca adolescent, având aproape 16 ani și a cărui unică dorință de Crăciun este un Mercury convertibil din 1939 la mâna a doua. Dar, fără să vrea, face ca mașina să se rostogolească din locul în care era pusă pentru prezentare. Mașina lovește un stâlp de lumină și un ren de plastic aflat pe stâlp cade peste mașină provocându-i câteva daune. Ralphie împreună cu amicii săi Flick și Schwartz trebuie să strângă suficienți bani pentru a o repara înainte de Crăciun, altfel dealerul auto îi va spune tatălui său ce s-a întâmplat.

## Distribuție
- Braeden Lemasters ca Ralphie Parker
- Daniel Stern ca Bătrânul
- Stacey Travis ca Dna. Parker
- Valin Shinyei ca Randy Parker
- David W. Thompson ca Flick
- David Buehrle ca Schwartz
- Tiera Skovbye ca Drucilla Gootrad
- Dan Payne  ca Ensign Payne